# Teilo

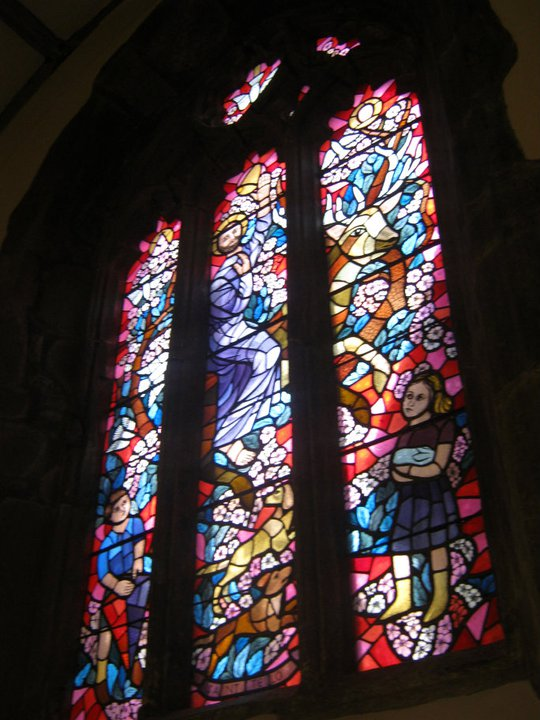
Vidriera de san Teilo

Teilo, Eliau o Eliud (Latín: Teliaus o Teliarus) fue un religioso galés del siglo VI, líder de la cristiandad céltica, fundador de iglesias y venerado como santo en Gales, Bretaña y otros países. Tradicionalmente se le describe como fundador de varias iglesias en Gales, siendo la más importante la catedral de Llandaff. Poco se sabe con certeza acerca de él, a pesar de ser una figura muy popular en la antigua Gales.
Parece que nació en Eccluis Gunniau, en Pembrokeshire pero se desconoce la fecha y murió en Llandilo Vawr, en Carmarthenshire hacia el año 560, aunque otras fuentes lo retrasan al 604. Era primo de San David con el que pudiera haber emprendido una peregrinación a Jerusalén (aunque no es una tradición muy aceptada).
Su hermana Anaumed, que era la mujer del Rey Budic de Armorica, fue la madre de San Oudaceus, que llegaría a sucederle. Instruido por San Dubricio, a quien sucedería como obispo de Llandaff y por San Pablo el Venerable, también dirigió la escuela monástica y fundó la primera iglesia de allí, así como otras en Llandeilo. 
Se supone que fue a Bretaña con su amigo San Sansón, abad y obispo de Dol, volviendo a Gales para ser obispo de San David, después de la muerte de su primo. Tras su muerte, la leyenda decía que el cuerpo de Teilo se había convertido milagrosamente en tres cuerpos idénticos, un invento para resolver el problema de las reliquias del popular santo, que fueron reclamadas por las iglesias de Llandaff, Llandeilo Vawr y Penally.
Su nombre sobrevive en topónimos en Gales y en varias iglesias parroquiales en Gales, Bretaña, Cornualles y Devon, que están dedicadas a él. Se le suele representar montado a caballo. Su festividad se celebra el 9 de febrero en Gales, el 29 de noviembre en Dol y el 25 de noviembre en otros lugares de Bretaña.